# Osgoode (métro de Toronto)
Pour les articles homonymes, voir Osgoode.
Osgoode est une station de la ligne 1 Yonge-University du métro, de la ville de Toronto en Ontario au Canada. Elle est située sous l'University Avenue, à la hauteur de son croisement avec la Queen Street West.

## Situation sur le réseau
Établie en souterrain, la station Osgoode de la ligne 1 Yonge-University, précède la station St. Patrick, en direction du terminus Vaughan Metropolitan Centre, et elle est précédée par la station St. Andrew, en direction du terminus Finch.

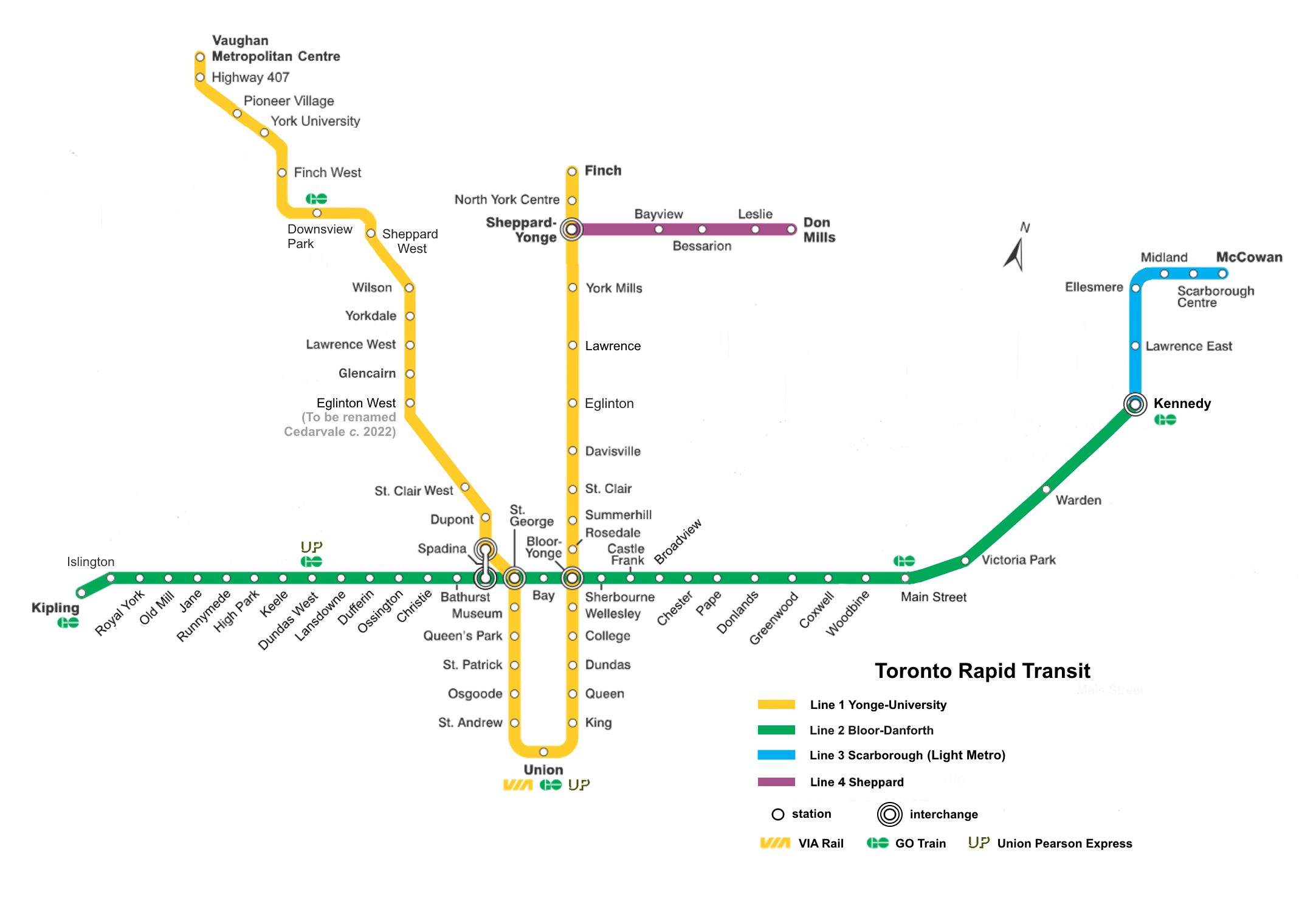
Plan du métro de Toronto (2018).

## Histoire
La station a une moyenne de fréquentation de 23 250 personnes par jour pour l'année 2010.

## Services aux voyageurs

### Intermodalité
La station permet la correspondance avec les lignes 501 Queen et 502 Downtowner du tramway de Toronto.

## À proximité
- Four Seasons Centre (en)
- Hôtel de ville de Toronto
- Nathan Phillips Square
- Osgoode Hall
- South African War Memorial (Toronto) (en)
- Canada Life Building (en)